# カイリー・ホットル
カイリー・ホットル（Kaylee Hottle）は、アメリカ合衆国生まれの女優。ケイリー・ホトルとも表記される。

## 人物・来歴
ホットルは映画「ゴジラVSコング」で聴覚障害の先住民少女ジア役で映画デビューを果たしたが、本人もそして彼女の四世代に渡る家族も聴覚障害を抱えている。ホットルのネイティブな手話は映画界に広く浸透した。

## 出演作品

### 映画
- ゴジラVSコング Godzilla vs. Kong (2021) - ジア役
- ゴジラxコング 新たなる帝国 (2024予定) - ジア役